# کرک مریت

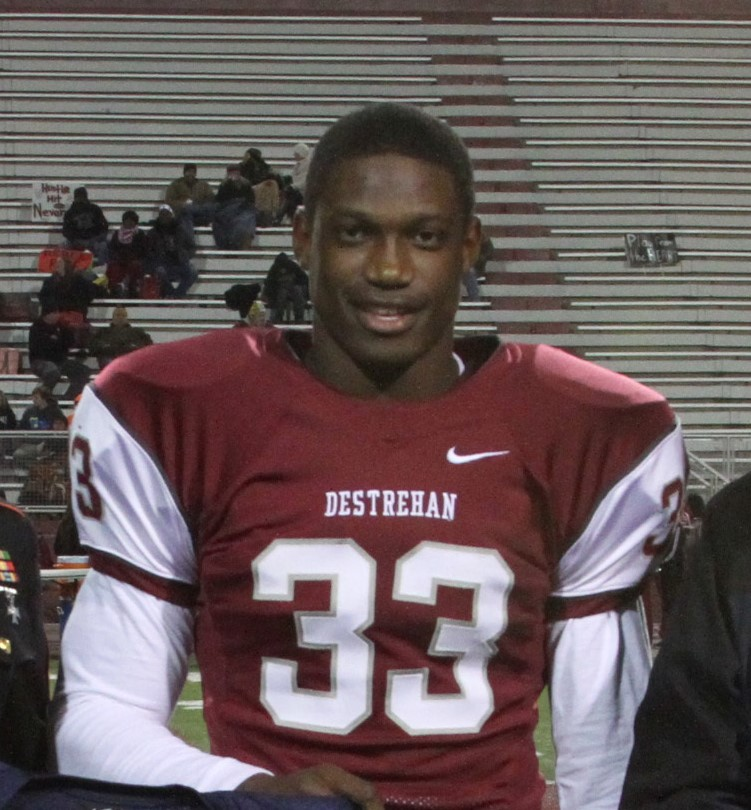
نگاره‌ٔ کرک مریت، بازیکن فوتبال آمریکایی - ۲۰۱۴

کرک مریت (زاده ۵ ژانویه ۱۹۹۷) یک بازیکن فوتبال آمریکایی است که در حال حاصر در تیم نیواورلئان سنتز لیگ ملی فوتبال (NFL) بازی می‌کند. او فوتبال کالج را برای گرگ‌های سرخ ایالت آرکانزاس بازی می‌کرد.

## اوایل زندگی و دوران دبیرستان
مریت در دسترهان، لوئیزیانا به دنیا آمد و بزرگ شد. او در در دبیرستان دسترهان تحصیل کرد. و از کودکی علاقه بسیاری به فوتبال آمریکایی داشت. او به عنوان بازیکن بزرگسال مجموعاً ۱۰۵۸ یارد راش و دریافت را ثبت کرد و در مجموع ۱۱ تاچ داون را ثمر رساند. کرک مریت بعدها در کالج اورگان مشغول له بازی شد.

## شغل در کالج
مریت در دانشگاه اورگان برای تیم داکس یا اردک‌ها به عنوان دانشجوی سال اول بازی می‌کرد.

## شغل حرفه ای

### دلفین میامی
مریت در ۲۵ آوریل ۲۰۲۰ برای تیم دلفین‌های میامی به عنوان یک بازیکن آزاد بدون قرارداد امضا شد اما در ۴ سپتامبر همان سال کنار گذاشته شد. و دوباره در ۶ سپتامبر به تیم تمرینی تیم اضافه شد.

### نیواورلئان سنتز
مریت در ۲۴ ژانویه ۲۰۲۲، یک قرارداد به عموان بازکن ذخیره و آتی با نیواورلئان سنتز بست. هرچند او در ۳۰ آگوست همان سال کنار گذاشته شد و روز بعد به تیم تمرینی پیوست.